# Санта-Ана (вулкан)
Санта-Ана (исп. Santa Ana) — вулкан в Сальвадоре.
Высота над уровнем моря — 2385 м. Расположен вулкан в горном хребте Кордильера Апанека на западе страны центральноамериканской системы Кордильер на территории одноимённого департамента и севернее от другого активного вулкана Исалько, с которым образует фактически единую систему.
Санта-Ана — один из самых молодых вулканов Центральной Америки[уточнить]. Известны извержения 1520, 1521, 1524, 1570, 1576, 1621, 1722, 1734, 1874, 1878, 1879, 1880, 1882, 1884, 1904, 1920 годах, последний раз извергался в 2005 году.